# Svetište Božjeg milosrđa u Krakovu
Svetište Božjeg milosrđa u Krakovu je katolička bazilika u Krakovu, u Poljskoj, u čast Božjem Milosrđu, u kojemu se nalazi slika Božjeg milosrđa. U svetištu su i posmrtni ostatci sv. Faustine Kowalske.
Novo svetište građeno je između 1999. i 2002. godine, a posvećeno je Božjemu milosrđa 17. kolovoza 2002. odlukom pape Ivana Pavla II., koji je i posjetio svetište 1997., a nakon njega i papa Benedikt XVI. 2006. godine, kao i milijuni hodočasnika.
Od 1891. godine na ovome mjestu bio je samostan Družbe sestara Naše Gospe od Milosrđa. U svetištu je grob sv. Faustine Kowalske, koja je 13 godina provela u Družbi, imala brojne izvanredne milosti poput dara kontemplacije, skrivene stigme, apsolutne intuicije, proricanja, prostorno i vremenski udaljene vizije, pogotovo umirućih grešnika, čitanje ljudskih srdaca, mistične zaruke sa Spasiteljem, pri čemu je dosegla vrhunac sjedinjenja s Bogom na zemlji. Apostol je Božjeg milosrđa i veliki molitelj za spas grešnika koje nije nikada ispuštala iz svojih molitava i prošnji samom Isusu.
Godine 1943. njezin ispovjednik Józef Andrasz započeo je pobožnost Božjemu milosrđu preko slike Božjeg milosrđa, koju je naslikao Adolf Hyla. Godine 1966. posmrtni ostatci sv. Faustine prenijeti su u kapelu, koja je na mjestu današnjeg svetišta. Amerikanka Maureen Digan čudesno je ozdravila dok se molila na grobu sv. Faustine 1981. godine.
Prvo hrvatsko svetište Božjeg milosrđa nalazi se na brdašcu Ovčara kod Đakova.

## Galerija
- Slika Božjeg milosrđa
- Slika sv. Faustine Kowalske
- Oltar u svetištu